# Sis dies de Rotterdam
Els Sis dies de Rotterdam és una cursa de ciclisme en pista, de la modalitat de sis dies, que actualment es disputa al Ahoy Rotterdam (Països Baixos). La seva primera edició data del 1936 però es van deixar de celebrar el 1937. De 1968 al 1988 es van recuperar, i més recentment de 2005 fins a l'actualitat, amb l'excepció del 2021 per culpa de la pandèmia de Covid-19. René Pijnen, amb deu victòries, és el ciclista que més vegades l'ha guanyat.

## Palmarès
| Any     | Primers                             | Segons                                | Tercers                                    |
| ------- | ----------------------------------- | ------------------------------------- | ------------------------------------------ |
| 1936    | Jan Pijnenburg · Cor Wals           | Adolphe Charlier · Frans Slaats       | Kees Pellenaars · Adolf Schön              |
| 1937    | Albert Buysse · Albert Billiet      | Kees Pellenaars · Adolf Schön         | Louis van Schjindel · Frans van den Broeck |
| 1938-67 | No disputats                        |                                       |                                            |
| 1968    | Peter Post · Patrick Sercu          | Klaus Bugdahl · Léo Duyndam           | Gérard Koel · Sigi Renz                    |
| 1969    | Romain Deloof · Peter Post          | Klaus Bugdahl · Gérard Koel           | Freddy Eugen · Graeme Gilmore              |
| 1970    | No disputats                        |                                       |                                            |
| 1971    | Peter Post · Patrick Sercu          | Léo Duyndam · René Pijnen             | Sigi Renz · Théo Verschueren               |
| 1972    | Léo Duyndam · René Pijnen           | Klaus Bugdahl · Dieter Kemper         | Graeme Gilmore · Alain Van Lancker         |
| 1973    | Léo Duyndam · René Pijnen           | Eddy Merckx · Patrick Sercu           | Albert Fritz · Dieter Kemper               |
| 1974    | Léo Duyndam · René Pijnen           | Eddy Merckx · Patrick Sercu           | Jacky Mourioux · Alain Van Lancker         |
| 1975    | Léo Duyndam · Gerben Karstens       | René Pijnen · Roy Schuiten            | Patrick Sercu · Alain Van Lancker          |
| 1976    | Eddy Merckx · Patrick Sercu         | Günther Haritz · René Pijnen          | Leo Duyndam · Gerben Karstens              |
| 1977    | Danny Clark · René Pijnen           | Günther Haritz · Dietrich Thurau      | Freddy Maertens · Patrick Sercu            |
| 1978    | Danny Clark · René Pijnen           | Albert Fritz · Wilfried Peffgen       | Gerben Karstens · Roy Schuiten             |
| 1979    | Albert Fritz · Patrick Sercu        | Gerrie Knetemann · René Pijnen        | Donald Allan · Danny Clark                 |
| 1980    | René Pijnen · Jan Raas              | Donald Allan · Danny Clark            | Albert Fritz · Patrick Sercu               |
| 1981    | Donald Allan · Danny Clark          | René Pijnen · Jan Raas                | Albert Fritz · Patrick Sercu               |
| 1982    | René Pijnen · Patrick Sercu         | Albert Fritz · Dietrich Thurau        | Donald Allan · Danny Clark                 |
| 1983    | René Pijnen · Patrick Sercu         | Gert Frank · Jan Raas                 | Donald Allan · Danny Clark                 |
| 1984    | Urs Freuler · René Pijnen           | Horst Schütz · Gary Wiggins           | Albert Fritz · Dietrich Thurau             |
| 1985    | Danny Clark · René Pijnen           | Stan Tourné · Etienne De Wilde        | Roman Hermann · Gerrie Knetemann           |
| 1986    | Danny Clark · Francesco Moser       | René Pijnen · Eric Vanderaerden       | Bert Oosterbosch · Dietrich Thurau         |
| 1987    | Pierangelo Bincoletto · Danny Clark | Josef Kristen · Teun van Vliet        | Roman Hermann · Peter Stevenhaagen         |
| 1988    | Danny Clark · Tony Doyle            | Roman Hermann · Teun van Vliet        | Stan Tourné · Etienne De Wilde             |
| 1989-04 | No disputats                        |                                       |                                            |
| 2005    | Robert Slippens · Danny Stam        | Bruno Risi · Kurt Betschart           | Jimmi Madsen · Jakob Piil                  |
| 2006    | Robert Slippens · Danny Stam        | Matthew Gilmore · Iljo Keisse         | Robert Bartko · Andreas Beikirch           |
| 2007    | Robert Bartko · Iljo Keisse         | Danny Stam · Marco Villa              | Bruno Risi · Franco Marvulli               |
| 2008    | Danny Stam · Leif Lampater          | Bruno Risi · Franco Marvulli          | Iljo Keisse · Robert Bartko                |
| 2009    | Peter Schep · Joan Llaneras         | Bruno Risi · Danny Stam               | Leif Lampater · Franco Marvulli            |
| 2010    | Danny Stam · Iljo Keisse            | Bruno Risi · Franco Marvulli          | Michael Mørkøv · Alex Rasmussen            |
| 2011    | Danny Stam · Léon van Bon           | Robert Bartko · Pim Ligthart          | Michael Mørkøv · Jens-Erik Madsen          |
| 2012    | Peter Schep · Wim Stroetinga        | Jens Mouris · Franco Marvulli         | Yoeri Havik · Danny Stam                   |
| 2013    | Iljo Keisse · Niki Terpstra         | Peter Schep · Wim Stroetinga          | Yoeri Havik · Nick Stöpler                 |
| 2014    | Niki Terpstra · Iljo Keisse         | Kenny De Ketele · Jasper De Buyst     | Michael Mørkøv · Alex Rasmussen            |
| 2015    | Niki Terpstra · Iljo Keisse         | Michael Mørkøv · Alex Rasmussen       | David Muntaner · Albert Torres             |
| 2016    | Sebastián Mora · Albert Torres      | Christian Grasmann · Morgan Kneisky   | Yoeri Havik · Niki Terpstra                |
| 2017    | Christian Grasmann · Roger Kluge    | Lasse Norman Hansen · Jesper Mørkøv   | Wim Stroetinga · Dylan van Baarle          |
| 2018    | Kenny De Ketele · Moreno De Pauw    | Yoeri Havik · Wim Stroetinga          | Morgan Kneisky · Benjamin Thomas           |
| 2019    | Thomas Boudat · Niki Terpstra       | Lasse Norman Hansen · Marc Hester     | Yoeri Havik · Wim Stroetinga               |
| 2020    | Yoeri Havik · Wim Stroetinga        | Moreno De Pauw · Jan-Willem van Schip | Kenny De Ketele · Robbe Ghys               |
| 2021    | suspesa per la pandèmia de Covid-19 | suspesa per la pandèmia de Covid-19   | suspesa per la pandèmia de Covid-19        |
| 2022    | Yoeri Havik · Niki Terpstra         | Lindsay De Vylder · Jules Hesters     | Elia Viviani · Vincent Hoppezak            |